# Beatogordius australiensis
Beatogordius australiensis är en tagelmaskart som beskrevs av Andreas Schmidt-Rhaesa och Bryant 2004. Beatogordius australiensis ingår i släktet Beatogordius och familjen Chordodidae. Inga underarter finns listade i Catalogue of Life.